# Cara Lott
Cara Lott (Huntington Beach, 6 de agosto de 1961 - Condado de Orange, 19 de marzo de 2018) fue una actriz pornográfica estadounidense.
Lott nació en Huntington Beach, California, y creció en una familia católica de clase media. Su carrera en el entretenimiento adulto comenzó cuando ella tenía 18 años, cuando pidió a un amigo que le hiciese algunas fotos en lencería. Lott envió las imágenes a la revista Hustler y posteriormente fue seleccionada para posar y ser la página central para la edición de diciembre de 1981. Después de firmar con una agencia de modelos, comenzó a realizar fotografías para revistas de desnudos y posteriormente, comenzó a actuar en filmes adultos.
Después de 1991, Lott hizo una pausa en el cine para regresar a la facultad para completar su licenciatura en Ciencias de la Salud.
Volvió a la industria adulta para hacer más de seis filmes entre 1997-98. Hizo un total de cerca de 300 filmes a partir de este momento. En enero de 2005, regresó una vez más a la industria del cine para adultos como una "modelo +40" participando de producciones del género MILF, y apareciendo en la portada y en las páginas de las revistas Girls Over Forty y Forty Something. En enero de 2006, ingresó en el Salón de la fama de AVN y en el Legends of Erotica.
Después de su retiro, estuvo batallando con la diabetes y una enfermedad renal crónica, la cual la debilitó mucho y finalmente le segó su vida el 19 de marzo de 2018. Su hermana comentó que ella había estado muy debilitada en sus últimos meses y que había perdido peso dramáticamente, llegando a pesar 35 kg. (77 lbs.) al momento de su muerte.

## Honores recibidos
- Salón de la fama del AVN Award (2006)[4][6]
- Salón de la fama Legends of Erotica Awards (2006)[5]